# Бенитес Авалос, Фелипе Сантьяго
Фелипе Сантьяго Бенитес Авалос (исп. Felipe Santiago Benítez Avalos, 1 мая 1926 года, Пирибебуй, Парагвай — 19 марта 2009 года, Асунсьон, Парагвай) — католический прелат, епископ Вильяррики-дель-Эспириту-Санто с 4 декабря 1965 года по 20 мая 1989 год, архиепископ Асунсьона с 20 мая 1989 года по 15 июня 2002 год.

## Биография
Родился 1 мая 1926 года в городе Пирибебуй, Парагвай. 7 июня 1952 года был рукоположен в священника для служения в архиепархии Асунсьона.
10 августа 1961 года Римский папа Иоанн XXIII назначил Фелипе Сантьяго Бенитеса Авалоса вспомогательным епископом архиепархии Асунсьона и титулярным епископом Херсонеса Европейского. 24 сентября 1961 года состоялось рукоположение в епископа, которое совершил архиепископ Асунсьона Хуан Хосе Анибал Мена Порта в сослужении с епископом Сан-Хуан-Баутиста-де-лас-Мисьонеса Хуаном Баутистой Богарином Арганьей и титулярным епископом Диоклецианополиса Палестинского Анибалом Марисевичем Флейтасом.
Участвовал в работе Второго Ватиканского Собора.
4 декабря 1965 года назначен епископом Вильяррики-дель-Эспириту-Санто и 20 мая 1989 года Римский папа Иоанн Павел II назначил его архиепископом Асунсьона.
С 1973 года по 1985 год был председателем Конференции католических епископов Парагвая.
15 июня 2002 года подал в отставку. Скончался 19 марта 2009 года в Парагвае.